# Molophilus sparus
Molophilus sparus là một loài ruồi trong họ Limoniidae. Chúng phân bố ở miền Tân bắc.